# أيير
 أيير (بالإنجليزية: AYIR)‏ هي جماعة قروية تابعة لإقليم آسفي ضمن جهة دكالة عبدة بالمغرب.  بلغ مجموع عدد سكان  أيير حسب إحصاءات 2004  حوالي 24176 نسمة  يعيشون في 3773 أسرة.

## إحصاء عام
| السنة | عدد السكان | عدد الأسر | عدد الأجانب |
| ----- | ---------- | --------- | ----------- |
| 1994  | 20586      | 3061      | °°°°        |
| 2004  | 24176      | 3773      | 0           |

## دواوير الجماعة
داور احيوط الشعير
دوار القصبة
دوار الحدادشة
دوار النجاجرة
دوار العكارطة
دوار القواسمة
دوار تاوريرت
دوار اولاد عميرة
دوار النشيرات